# مایک کرب
مایک کرب (انگلیسی: Mike Curb؛ زادهٔ ۲۴ دسامبر ۱۹۴۴) یک آهنگساز اهل ایالات متحده آمریکا است.